# Nya extra-posten
Nya extra-posten var en tidning utgiven i Stockholm 1819-21 av boktryckaren Johan Imnelius med biträde av Lorenzo Hammarsköld.
Andra medarbetare var Per Adolf Sondén och Carl Fredric Dahlgren. På grund av en artikel av den finländske författaren Adolf Ivar Arwidsson, som ansågs kränkande för regeringen i Finland, blev tidningen 1820 indragen.